# Dama z Auxerre
Dama z Auxerre – przedstawiająca postać kobiecą grecka rzeźba z okresu archaicznego, znajdująca się obecnie w zbiorach Luwru.
Wykonana z wapienia figurka ma zaledwie 75 cm wysokości. Datowana jest na 2. połowę VII wieku p.n.e. Przedstawia postać żeńską w pozycji frontalnej, ze złączonymi nogami. Kobieta ubrana jest w okrywający szczelnie jej ciało peplos, z pasem oddzielającym wyraźnie tors od dolnej części ciała. Prawą rękę trzyma złożoną na piersi, lewa natomiast opuszczona jest wzdłuż ciała. Głowa od góry jest spłaszczona, zdobią ją loki opadające na ramiona (po 4 z każdej strony) i na plecy (6). Twarz ma trójkątny zarys, wargi postaci są nieco uniesione ku górze, nadając konwencjonalny archaiczny uśmiech. Czoło jest niskie, oczy zaś mają migdałowaty kształt. Szata zdobiona jest ornamentem w postaci kwadratów wpisanych jeden w drugi. Spod szaty wystają gołe stopy, spoczywające na czworokątnej bazie wykutej wraz z posągiem z jednego bloku. Figurka przypuszczalnie może być wyobrażeniem jakiejś bogini.
Rzeźba pochodzi przypuszczalnie z Krety. Jej dzieje są nieznane; w 1895 roku została nabyta na aukcji za jednego franka przez Louisa Davida, woźnego teatru miejskiego w Auxerre, od paryskiego rzeźbiarza nazwiskiem Bourgoin. Przez kilka lat stanowiła ozdobę teatru, w 1908 roku została przeniesiona do miejskiego muzeum. Tam została zauważona przez kuratora muzeum w Luwrze Maxime’a Collignona, który zabrał ją ze sobą do Paryża.